# Júnior Paraíba
Júnior Paraíba (João Pessoa, Brasil; 1 de enero de 1988) es un futbolista Brasileño. Juego de Volante defensivo en el América de Cali.

## Trayectoria
Adeval Ignácio Pereira "Júnior Paraiba" es un volante mixto, debutó en 2004 con União São João de Sao Paulo, entre los equipos más importantes que ha integrado están el Goiás donde ganó el Campeonato Goiano de 2006, Atlético Mineiro donde también fue campeón estadual de 2007, jugando en São José fue dirigido por Freddy Rincón que en 2013 lo recomendó para jugar en América de Cali; la mayor parte de su carrera la desarrollo en clubes del ascenso regional y el Académica de Coimbra portugués; su llegada al América inicialmente fue prevista para enero pero una lesión retardo su llegada a los diablos rojos, al tener el cupo completo de extranjeros permitidos en el fútbol colombiano, los directivos acordaron que Paraiba se integre al equipo de Diego Edison Umaña para el segundo semestre donde no ascendieron a la máxima categoría. En América tuvo un paso de tan solo un año ganándose el odio de toda la hinchada principalmente por su bajo rendimiento y sus constantes lesiones, además por sus frecuentes salidas nocturnas e indisciplina, todo esto le valió para ser considerado como uno de los peores jugadores en debutar en el fútbol profesional Colombiano en toda su historia.

## Palmarés
| Club              | País     | Año         |
| ----------------- | -------- | ----------- |
| União São João    | Brasil   | 2004        |
| Primavera E.C.    | Brasil   | 2005        |
| Pite              | Brasil   | 2005        |
| Goiás             | Brasil   | 2006        |
| Atlético Mineiro  | Brasil   | 2007        |
| Juazeiro S.C.     | Brasil   | 2008        |
| São José          | Brasil   | 2009        |
| Goianésia E.C.    | Brasil   | 2009        |
| Morrinhos F.C.    | Brasil   | 2010        |
| Grêmio Anápolis   | Brasil   | 2010        |
| Académica         | Portugal | 2010 - 2011 |
| Morrinhos F.C.    | Brasil   | 2012        |
| Sportivo Alagoano | Brasil   | 2012        |
| Atlético Catalano | Brasil   | 2012        |
| Vila Nova F.C.    | Brasil   | 2013        |
| América de Cali   | Colombia | 2013        |
| Londrina          | Brasil   | 2014        |
| URT               | Brasil   | 2015        |
| Nacional          | Brasil   | 2015        |
| Tupi              | Brasil   | 2015        |
| Confiança         | Brasil   | 2016        |

| Título             | Club             | País   | Año  |
| ------------------ | ---------------- | ------ | ---- |
| Campeonato Goiano  | Goiás            | Brasil | 2006 |
| Campeonato Mineiro | Atlético Mineiro | Brasil | 2007 |